# Frances Hodgson Burnett
Frances Eliza Hodgson Burnett, född Hodgson den 24 november 1849 i Manchester, England, död 29 oktober 1924 i Plandome Manor, Nassau County, New York, var en brittisk-amerikansk författare, framförallt av litteratur för barn.
Hennes mest kända böcker är Lille Lorden (Little Lord Fauntleroy, 1886), En liten prinsessa (1905) och Den hemliga trädgården (1911). 
Efter faderns död emigrerade hon och hennes mor och syskon 1864 till USA där hon slog sig ned i Knoxville, Tennessee. Hon gifte sig 1873 med en doktor, Swan Moses Burnett, med vilken hon fick två söner. Hon skilde sig dock från maken 1898. Först 1905 blev hon amerikansk medborgare.